# (21770) Wangyiran
(21770) Wangyiran (1999 RF211) – planetoida z grupy pasa głównego asteroid okrążająca Słońce w ciągu 3,61 lat w średniej odległości 2,35 j.a. Odkryta 8 września 1999 roku.